# عبيد بن سعيد بن راشد
عبيد بن سعيد بن راشد كان أول حاكم لإمارة دبي من آل بو فلاسة حيث قاد بشكل مشترك هجرة القبيلة من أبو ظبي إلى جانب مكتوم بن بطي بن سهيل. حكم لمدة ثلاث سنوات قبل وفاته في عام 1836.

## حياته
كانت إمارة دبي قد اتحدت سابقًا ببني ياس في أبو ظبي وحكمها حاكم في عام 1820 عندما تم توقيع المعاهدة البحرية العامة لعام 1820 بين شيوخ ساحل جنوب شرق الخليج العربي والبريطانيين . وقع الوصي سعيد بن سيف بن زعل نيابة عن ابن أخته الشيخ محمد بن هزاع بن زعل. ظل محمد بن هزاع حاكمًا لدبي حتى وصول آل بو فلاسة في عام 1833 ، عندما كان عمره 23 عامًا.
هاجر حوالي 800 عضو من آل بو فلاسة من خلال انقلاب أطاح بالشيخ طحنون بن شخبوط آل نهيان من منصب حاكم أبوظبي وقبيلة بني ياس. قسم من قبيلة آل بو فلاسة لم يتفق مع الحاكم الجديد. انتقل الشيخ خليفة بن شخبوط آل نهيان شمالًا إلى دبي والتي كان تتألف في ذلك الوقت من مستوطنة من حوالي 250 منزلًا في الشندغة وحصن الفهيدي على الجانب الآخر من مدخل الغبيبة. كانت الهجرة مهمة شاقة وقد حدثت خلال بعض الوقت خلال موسم صيد اللؤلؤ في تلك السنة وبعدها (عادةً ما بين مايو إلى نوفمبر).

## وفاته
توفي عبيد بن سعيد بن راشد كبيرًا في السن وخلفه مكتوم بن بطي.